# Addison Brown
Pour les articles homonymes, voir Brown.
Addison Brown est un juriste, un juge et un botaniste amateur américain, né en 1830 à West Newbury (Massachusetts) et mort en 1913.

## Biographie
Addison Brown fait ses études au Amherst College et à l’école de droit de l'université d'Harvard où il est diplômé en 1854.
Il est admis au barreau de New York en 1855. Il pratique jusqu’en 1881 date à laquelle il est appointé comme juge à la cour fédérale du district sud de New York. Il occupe cette fonction jusqu’à sa démission en 1901. Ses jugements, environ 1 800, ont été publiés dans The Federal Reporter, volumes VIII-CXV.
Brown s’intéressait à la botanique et est l’un des fondateurs du Jardin botanique de New York en 1891.

## Liste partielle des publications
- 1896-1898 : avec Nathaniel Lord Britton (1859-1934), An illustrated flora of the northern United States, Canada and the British possessions : from Newfoundland to the parallel of the southern boundary of Virginia, and from the Atlantic Ocean westward to the 102d meridian (trois volumes)[1].
- 1908 : The Elgin Botanical Garden and its Relation to Columbia College and the New Hampshire Grants.